# 台北転運站
台北転運站（たいぺい-てんうん-たん、正体字: 臺北轉運站、英文表記: Taipei Bus Station）は台湾台北市大同区にある長距離バスのターミナル，国道客運（高速バス）の路線の提供。計画名は交九（交通第九号用地の略）、別名北転。

## 概要
各線台北駅の北方、重慶北路と市民大道の交差点にある18階建の建物である。2004年に台北市政府捷運工程局はBOT方式による開発計画として、日勝生活科技が開発権を得て2005年に着工した。設備としてはバスターミナルのほか、ショッピングセンター、映画館、国際ビジネスホテル、オフィス、住宅などであり、総面積は243,335平方メートルで、そのうちバスターミナル部分の面積は25,996平方メートル、50のバス乗降場を設置し、台北駅付近の交通事情を改善することを目的としていた。2009年6月末に運用を開始する予定であったが、延期され同年8月19日に運用が開始された。
当ターミナルを発車するバスは直接zh:市民大道に出ることができ、台北駅付近の平面道路を通る必要がない。しかし台北市の議員から「設計時に運輸量予測の誤りがあり、当ターミナルだけでは乗降客を処理することができず、当ターミナル付近で降車し、当ターミナルで乗車する対策を取らなくてはならない」と指摘を受けている。実際は8月19日の運用開始後、連休を除き、ターミナル内で降車させるよう各会社に強制している。またバス会社は客を同一階で乗降させるため、4階に発着する車両はターミナル内を2周してようやく客を降車させる。

## 施設概要

### 長距離バスターミナル
ビルは4階建てで、市民大道と市民大道高架道路方向に出入口がある。1階は総合チケット販売ロビー、2階から4階はバス乗降場となっている。2024年以降、乗客急減による経費削減のため、バス各社は2階乗降場を3階、4階に集約し、現在2階乗降場を発着するバス会社はなく閉鎖されている。

#### 路線
※ : 一カー通と悠遊カードを使用して乗車券が購入、あるいは直接乗車可能な路線。
- 統聯客運
  - 1610：台北—高雄
  - 1611：台北—台南
  - 1613：台北—屏東
  - 1615：台北—彰化
  - 1616：台北—員林
  - 1617：台北—東勢
  - 1618：台北—嘉義
  - 1619：台北—台中 ※（環河北路経由）
  - 1620：台北—台中 ※（三重経由）
  - 1628：台北—漚汪
  - 1629：台北-苓子寮
  - 1630：台北—西港
  - 1631：台北-二水-竹山
  - 1632：台北-草屯-竹山
  - 1633：台北-北港-三條崙
  - 1635：台北-虎尾-三條崙
  - 1636：台北-西螺-四湖-三條崙
  - 1637：台北-西螺-林厝寮-三條崙
  - 1638：台北-東石
  - 1639：台北—布袋
  - 1652：台北-芳苑
  - 台北-台中港
  - 台北-下崙
  - 台北-箔仔寮
- 国光客運
  - 1819：台北-桃園空港 ※
  - 1820：台北-龍潭-竹東 ※
  - 1821：台北-員樹林-龍潭-竹東 ※
  - 1822：台北-新竹 ※
  - 1823：台北-竹南
  - 1824：台北-中山高-苗栗
  - 1825：台北-板橋-苗栗
  - 1826：台北-水湳-台中
  - 1827：台北-朝馬-台中
  - 1828：台北-台中
  - 1829：台北-彰化-員林
  - 1830：台北-彰化-員林-北斗
  - 1831：台北-朝馬-草屯-南投
  - 1832：台北-朝馬-草屯-埔里
  - 1833：台北-埔里-日月潭
  - 1834：台北-嘉義
  - 1835：台北-嘉義-阿里山
  - 1836：台北-嘉義-新営
  - 1837：台北-林口-朝馬-台南
  - 1838：台北-林口-朝馬-高雄
  - 1839：台北-林口-朝馬-屏東
- 豪泰客運
  - 2011：台北-新竹香山牧場 ※
  - 2012：台北-新豊
- 和欣客運
  - 7500：台北-新営-台南[3]
  - 7511：台北-静宜大学-沙鹿-台中港
  - 7513：台北-新竹-新営-高雄
- 葛瑪蘭客運
  - 1915A：台北-礁溪-宜蘭-羅東（復興南路経由）
  - 1915B：台北-礁溪-宜蘭-羅東（環東大道経由） ※
  - 1916：台北-宜蘭（復興南路経由）
  - 1917：台北-羅東（復興南路経由）
- 豊原客運
  - 6609：台北—豊原
- 三重客運・新竹客運
  - 9003：台北-新竹 ※

#### 乗車ホーム配置
| 階層 | 使用業者                              | 使用発車ホーム                                                                                            | 案内                                                                  |
| ---- | ------------------------------------- | --- | --------------------------------------------------------------------- |
| 2    | 閉鎖                                  | | 降車扱い、および武陵農場等の臨時便の発着がある場合がある              |
| 3    | 統聯客運 豪泰客運 三重・新竹 豊原客運 | 統聯客運：302、303、304、308、312、313、314、315、316 三重・新竹305、306 豪泰客運：310、311 豊原客運：314 | 301、307，309番ホームは未使用 302、304、308番ホームは降車用として使用 |
| 4    | 和欣客運 国光客運 葛瑪蘭客運          | 和欣客運：401、402、403、404、405 国光客運：406、407、408、409、410、411 葛瑪蘭客運：412、413、414        | 415、415番ホームは未使用                                              |

### ショッピングセンター

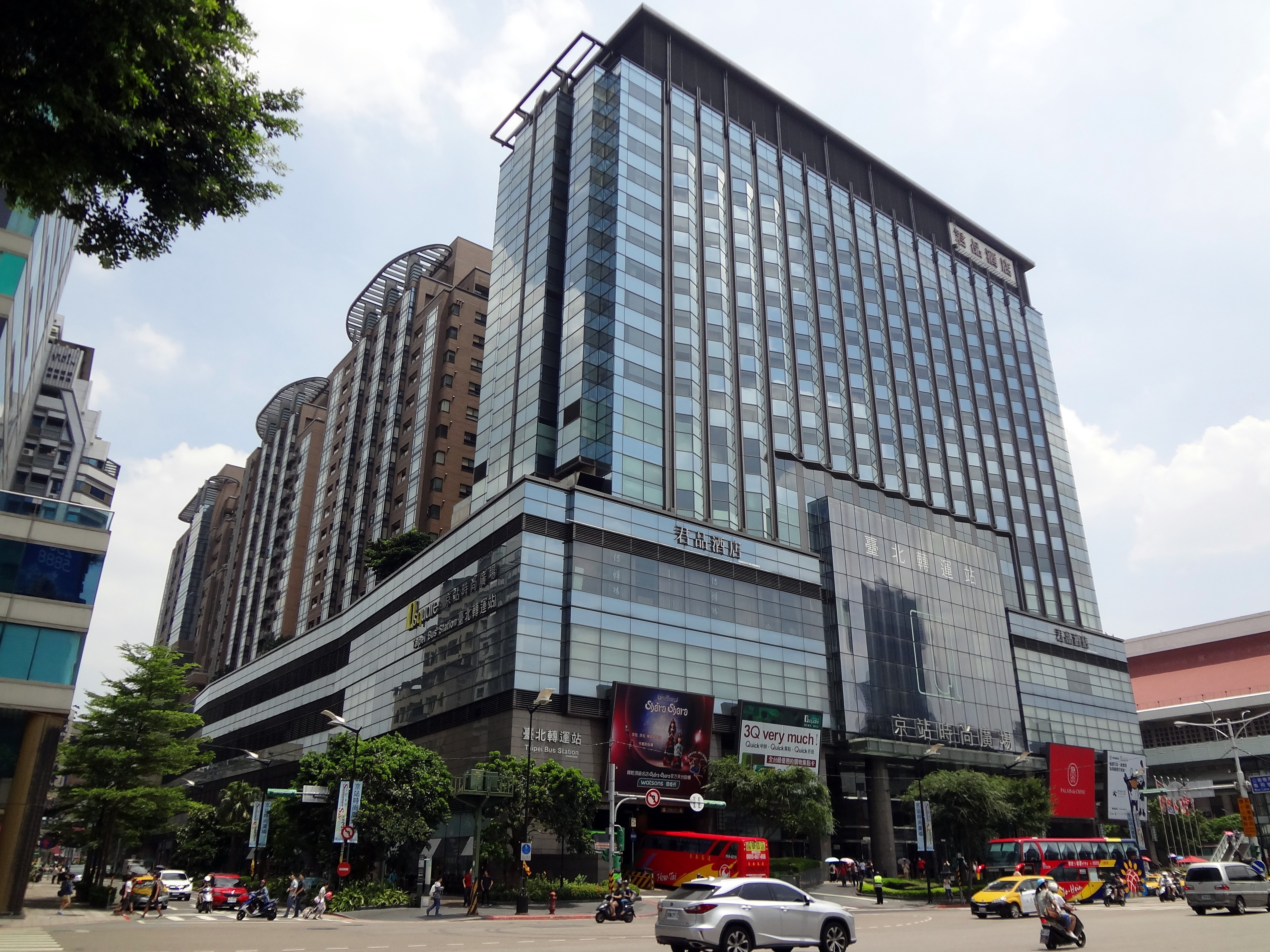
Qスクエア

- Qスクエア（正体字: 京站時尚廣場、通称京站）、営業面積20,000坪、承德路側に入口がある。2009年9月に開店。店内に威秀影城という映画館がある。

### ビジネスホテル
- パレ・デ・シンホテル（正体字: 君品酒店）

### 一般住宅
- 約1,000戸

### 管理センター
地下三階
- 台北捷運MRT運行指令所（通称交九行控）
- 台北市政府交通局交通規制工程処 交通情報センター
- 台北市政府警察局捷運警察隊